# أندرو برناردي
أندرو برناردي (بالإنجليزية: Andrew Bernardi) هو رائد أعمال وعازف كمان بريطاني، ولد في 22 أبريل 1965.